# みどり (スーパーマーケット)

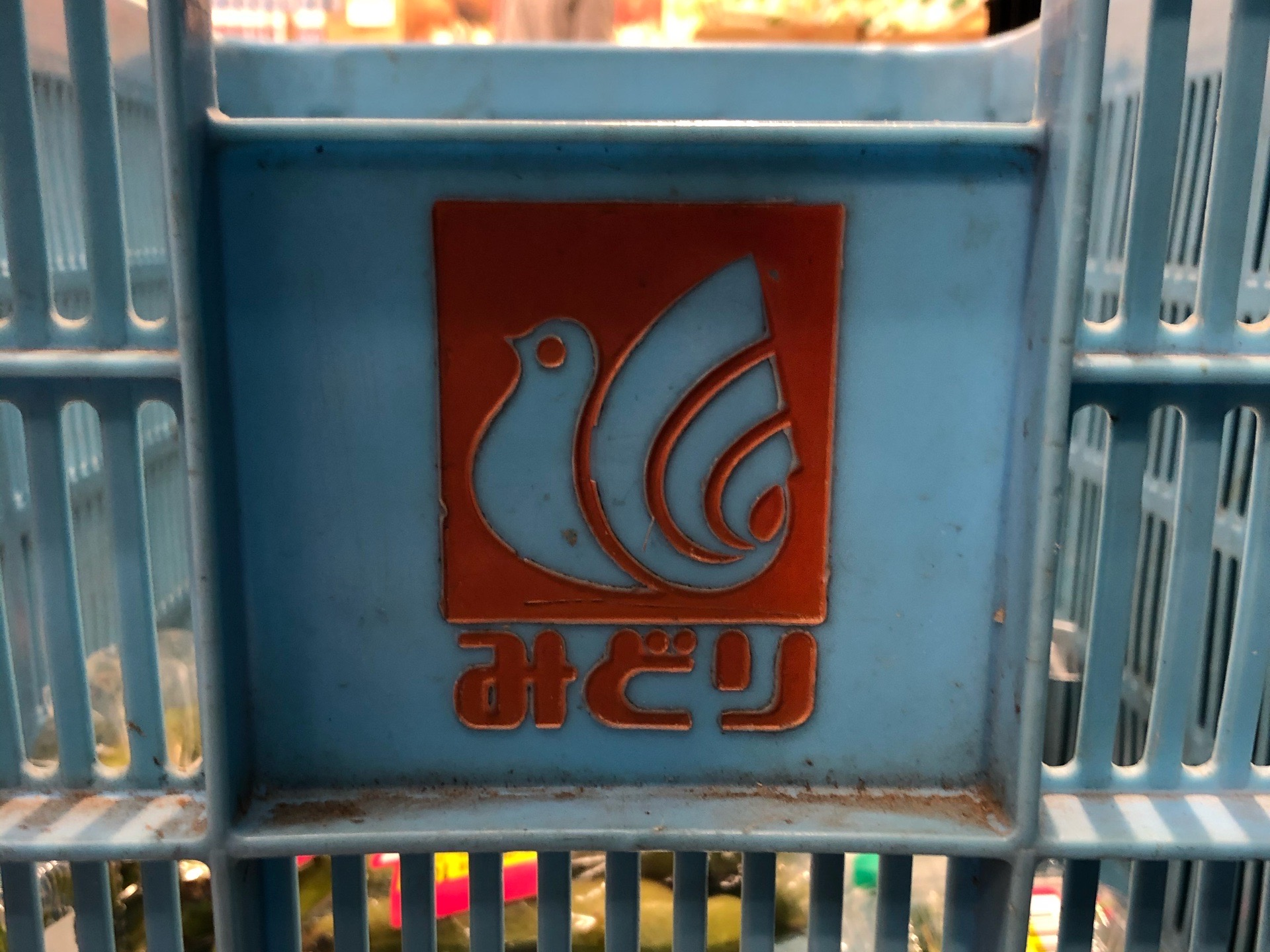
みどりのロゴマーク

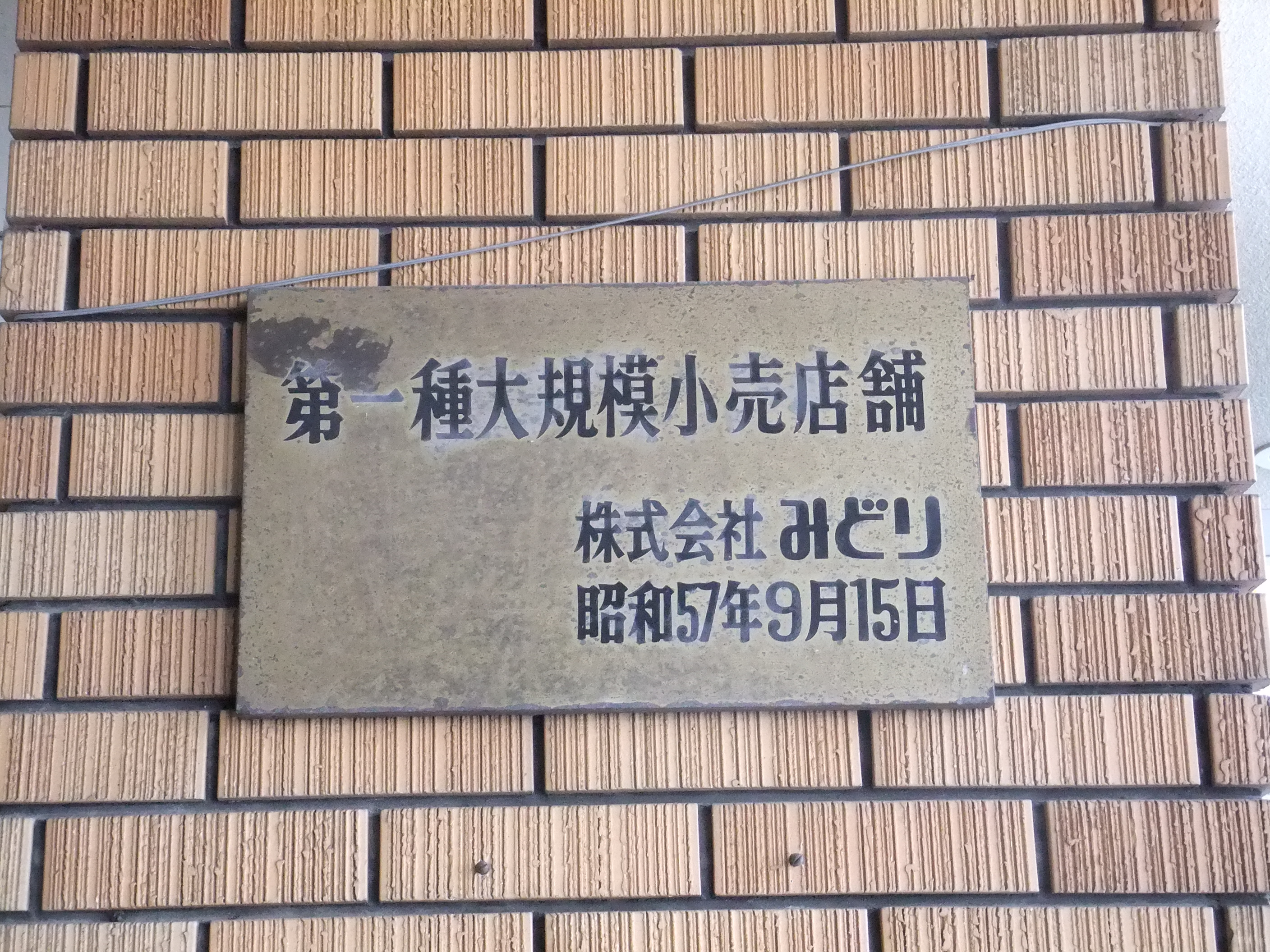
ザ・ビッグ戸坂店の出店許可証明

みどりは、かつて広島県を営業区域としていたスーパーマーケット。1986年（昭和61年）にジャスコが資本参加し、その後の事業再編で、現在はフジになっている。イオンの営業形態の一つザ・ビッグは、みどりの業態変更から始まっている。

## 概要
中国繊維社長だった秋友荘次らにより、1964年（昭和39年）9月30日に「株式会社みどり」として設立され、同年10月に「大竹店」を開業したのが始まりである。
1971年（昭和46年）11月にはいづみとフランチャイズ契約を結び、旧来運営していた大竹店を増床し『ニューいづみ』の商号で営業を開始。いづみが40%出資し、技術や営業指導、商品の供給を行っていた。また、みどりは売り上げの1%をいづみに納める契約だった。
また、社名についても1971年（昭和46年）11月に「株式会社ニューいづみ」と商号を変更し、1975年（昭和51年）10月には戸坂店を開業した。
しかし、戸坂店が開業し売上増加やさらには同年の高陽店・船越店開業に伴うロイヤリティ支払いの負担増や、自力がついたことでの独立などが理由として、1976年（昭和51年）8月末でフランチャイズ契約解消し、出資株式については持ち株交換で清算されることになった。
そして、フランチャイズ解消後は旧来の『みどり』に戻し、同年10月に高陽店と船越店を出店した。
その後も1977年（昭和52年）6月に岩国店、同年9月に廿日市店、1978年（昭和53年）2月に五日市店、1979年（昭和54年）6月に焼山店、1982年（昭和57年）4月にグリーンマート皆賀店、1984年（昭和59年）2月にグリーンマート宮内店、1985年（昭和60年）3月にグリーンマート矢口店、同年5月にグリーンマート宇品店、同年11月にフレンズ宮内店を出店したほか、2店舗を改装するなど積極的な店舗展開を進め、ジャスコが資本参加する1986年（昭和61年）時点で15店舗を運営する地場中堅スーパーマーケットに成長していた。
しかし、地場産業の不振と消費不振で業績は低迷。積極的な投資が裏目に出たことで、1986年（昭和61年）2月期で赤字に転落した。
同年9月に本部を戸坂店内に移転した。
経営不振の原因を構造的な物と判断。当時の山陽ジャスコ会長の仲介で、1986年（昭和61年）12月12日に、全面的な業務提携を行った。
提携内容は、4000万円の第三者割り当て増資を行い、全てをジャスコが引き受けることで、ジャスコが25%の株式を所有。ジャスコより取締役管理本部長の派遣および、山陽ジャスコより代表取締役社長の派遣。ジャスコ本部の情報・人材教育・店舗開発システムの活用。商品供給や山陽ジャスコと共同でキャンペーンを行うなどした。
1987年（昭和62年）12月に本部を広島市東区大須賀町1-1に移転した。

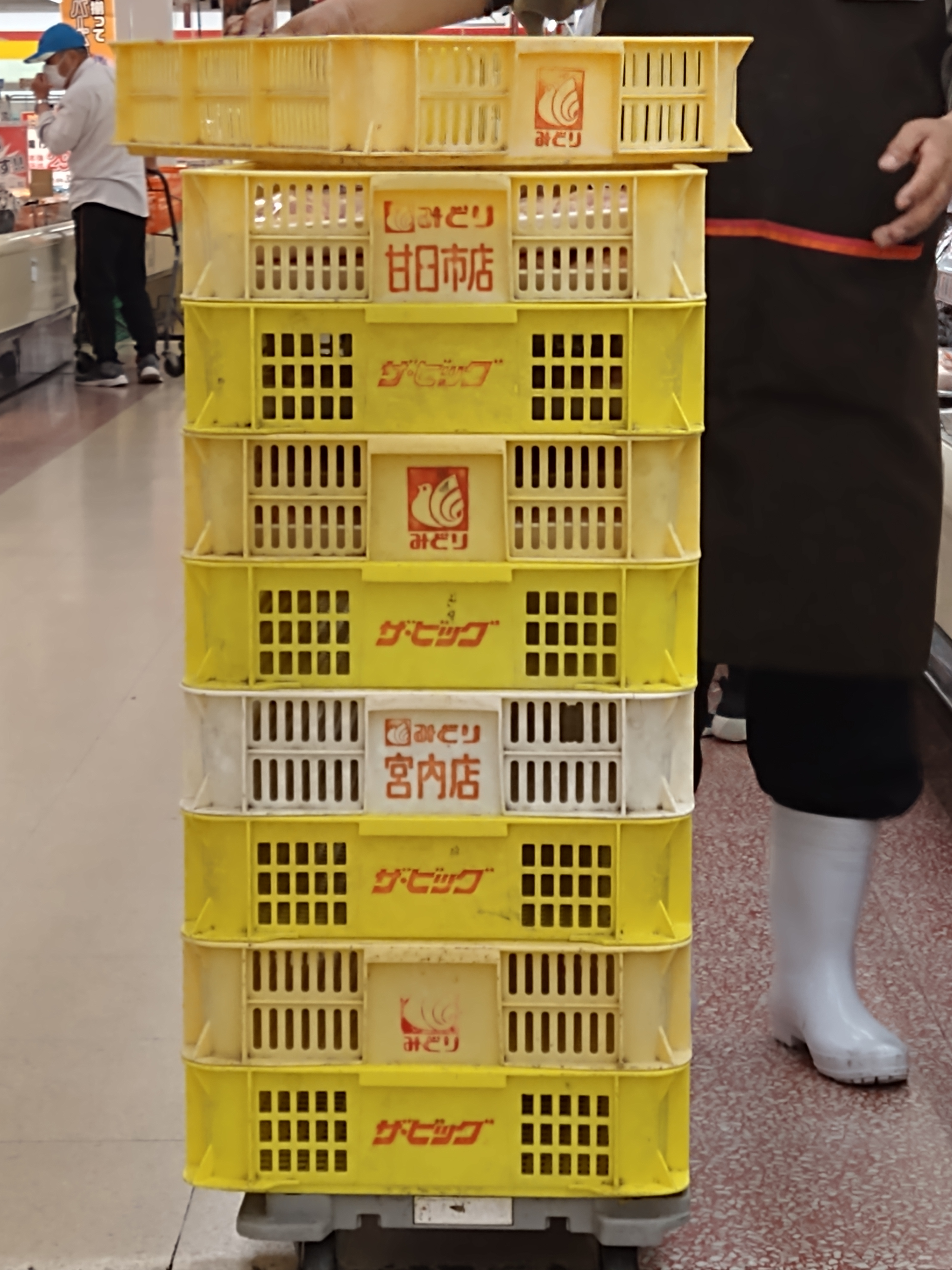
みどりとザ・ビッグのロゴの混在。(2021年5月、五日市店)

1989年（平成元年）に、粗利益率を3分の1かつ商品の回転率を高めた、新業態ザ・ビッグを開発。岩国店の転換を皮切りに、既存店の閉鎖およびザ・ビッグへの業態変換を行い、1991年（平成3年）12月までに全12店を転換した。その後、1992年（平成4年）から1993年（平成5年）に山陽ジャスコより3店舗を営業譲渡。ザ・ビッグに転換した。1994年（平成6年）11月25日開店のザ・ビッグ大内店より新店設置を再開。企業再生を果たした。
1998年（平成10年）に、マックスバリューの展開を開始。1999年（平成11年）に、山陽ウェルマートと合併して、山陽マックスバリューに社名変更した。2000年（平成12年）8月にマックスバリュ西日本と合併した。マックスバリュ西日本は2024年（令和6年）3月にフジおよびフジ・リテイリングと合併し、フジに法人格が承継された。

## かつて存在した店舗

### 1986年（昭和61年）の提携時に存在した店舗
- 大竹店（広島県大竹市、1964年（昭和39年）10月開店[1]）

店舗面積約1,770m2。
1971年（昭和46年）11月にいづみとフランチャイズ契約を結んで増床し『ニューいづみ』の商号で営業を開始したが、1976年（昭和51年）8月末でフランチャイズ契約解消して旧来の『みどり』の商号に戻した。
- 戸坂店（広島県広島市戸坂山崎町8-13[8]、1975年（昭和51年）10月10日開店[8]）

店舗面積約1,497m2 → 約3,391m2。
『ニューいづみ』の商号で営業を開始したが、1976年（昭和51年）8月末でフランチャイズ契約解消して旧来の『みどり』の商号に戻した。
1991年（平成3年）12月にザ・ビッグに転換。
- 高陽店（広島県広島市安佐北区高陽町岩の上字池田45[9]、1976年（昭和51年）10月31日開店[10]）

店舗面積約1,410m2 → 約4,000m2。
1990年（平成2年）11月にザ・ビッグに転換し、2002年（平成14年）4月にマックスバリュ高陽店に再転換した。
- 船越店（広島県広島市安芸区船越南2-4-11[11]、1976年（昭和51年）10月開店[1] - ?閉店）

店舗面積約1,974m2。
1991年（平成3年）11月にザ・ビッグに転換したが、1997年（平成9年）4月閉店して解体された。
跡地にはマルショク船越店が出店している。
- 岩国店（山口県岩国市[広報 2]、1964年（昭和39年）10月開店[1] - ?閉店）

店舗面積約1,446m2。
1989年（平成元年）3月にザ・ビッグに転換し、2017年（平成29年）に改築された。
- 廿日市店（広島県廿日市市城内1-2-16[12]、1964年（昭和39年）9月開店[1] - 1989年（平成元年）3月閉店[広報 2]）

店舗面積約1,392m2。
スーパーふじおかが建物を引き継ぎ、ふじおかハロープラザ廿日市店→ピュアクックプラザ店を経て、2012年（平成24年）に建物は解体された。
跡地にはディスカウントドラッグコスモス佐方店が出店。
- 五日市店（広島県佐伯郡五日市町保井田336-1[13]（現・広島市[広報 2]）、1978年（昭和53年）2月開店[1]）

店舗面積約2,564m2 → 約11,921m2。
1991年（平成3年）3月にザ・ビッグに転換。
- 焼山店（広島県呉市焼山1-21-1[15]、1979年（昭和54年）6月開店[1][15] - ?閉店）

店舗面積約1,433m2。
1990年（平成2年）3月にザ・ビッグに転換して、2001年（平成13年）9月にマックスバリュに2度目の転換し、2004年（平成16年）7月にザ・ビッグに3度目の転換した。
- グリーンマート皆賀店（広島県広島市[広報 2]、1982年（昭和57年）4月開店[1] - 1994年（平成6年）3月閉店[広報 2]）

店舗面積約496m2。
現在、跡地にはペットワールドアミーゴ五日市店が出店している。
- グリーンマート宮内店[1]（広島県廿日市市宮内4479[12]、1984年（昭和59年）2月開店[1] - ?閉店）

店舗面積約495m2。
- フレンズ宮内店[広報 2]（広島県廿日市市[広報 2]、1985年（昭和60年）11月開店[2] - ?閉店）

店舗面積約6,610m2。
跡地にはジュンテンドー宮内店が建物を引き継いで出店していたが、その後閉店し現在は改装を行いセブンイレブンとウォンツ宮内店が出店している。
- グリーンマート矢口店（1985年（昭和60年）3月開店[1] - 1990年（平成2年）3月閉店[広報 2]）

店舗面積約423m2。
現在のフレスタおかず工房矢口店。
- グリーンマート宇品店（1985年（昭和60年）5月開店[1] - 1987年（昭和62年）1月に閉店[広報 2]）

店舗面積約428m2。
- グリーンマート大毛寺店（?開店 - 1988年（昭和63年）9月に閉店[広報 2]）
- グリーンマート河内店[2]（広島県広島市[広報 2]、?開店 - 1995年（平成7年）2月閉店[広報 2]）

### 山陽ジャスコからの譲渡された店舗
- 下関東駅店（山口県下関市羽山町3-20[16]、1992年（平成4年）9月開店[17]）

敷地面積約7,806m2、鉄骨造地上2階建て、延べ床面積約11,491m2、店舗面積約7,498m2、駐車台数約250台。
キヌヤと大和を含めた3社共同出資の中国ジャスコの1号店として開業したが下関駅周辺の競合する大型店との競合の影響を受けて閉店し、当社に譲渡されて1992年（平成4年）9月にザ・ビッグ下関東駅店に転換した。
2002年（平成14年）12月にイオン系列を離れサンリブ東駅店として開店したが、2015年（平成27年）に閉店・解体。跡地にサンリブ運営のマルショク東駅店が2019年（令和元年）11月6日に開業。
- 可部店（広島市安佐北区可部町可部294-1[21]、1992年（平成4年）12月開店[17] - 1998年（平成10年）8月閉店[22]）

敷地面積約8,597m2、鉄筋コンクリート造地上2階建て塔屋1階、延べ床面積約11,106m2、店舗面積約6,762m2、駐車台数約450台。
山陽ジャスコとしては広島地区初の店舗として開業したが、当社に譲渡されて1993年（平成5年）11月にザ・ビッグに転換。
後に独立系ショッピングセンター『可部ビック』となり、2011年（平成23年）に閉店解体後はラ・ムー可部店となった。
- 安古市店（広島市安佐南区大町東3-32-8[23]、1980年（昭和55年）12月10日開店[23]）

敷地面積約9,062m2、鉄筋コンクリート造地上2階建て塔屋1階、延べ床面積約10,435m2、店舗面積約6,855m2（当社店舗面積約5,483m2）、駐車台数約400台。
1993年（平成5年）10月に譲受後、同年11月にザ・ビッグ安古市店に転換。

### 出店再開後に新設された店舗
- ザ・ビッグ大内店（山口県山口市大内長野581[7]、1994年（平成6年）11月25日開店[7]）
- ザ・ビッグ庄原店（広島県庄原市板橋町字宮之脇150-1、1995年（平成7年）12月開店[要出典][24]）

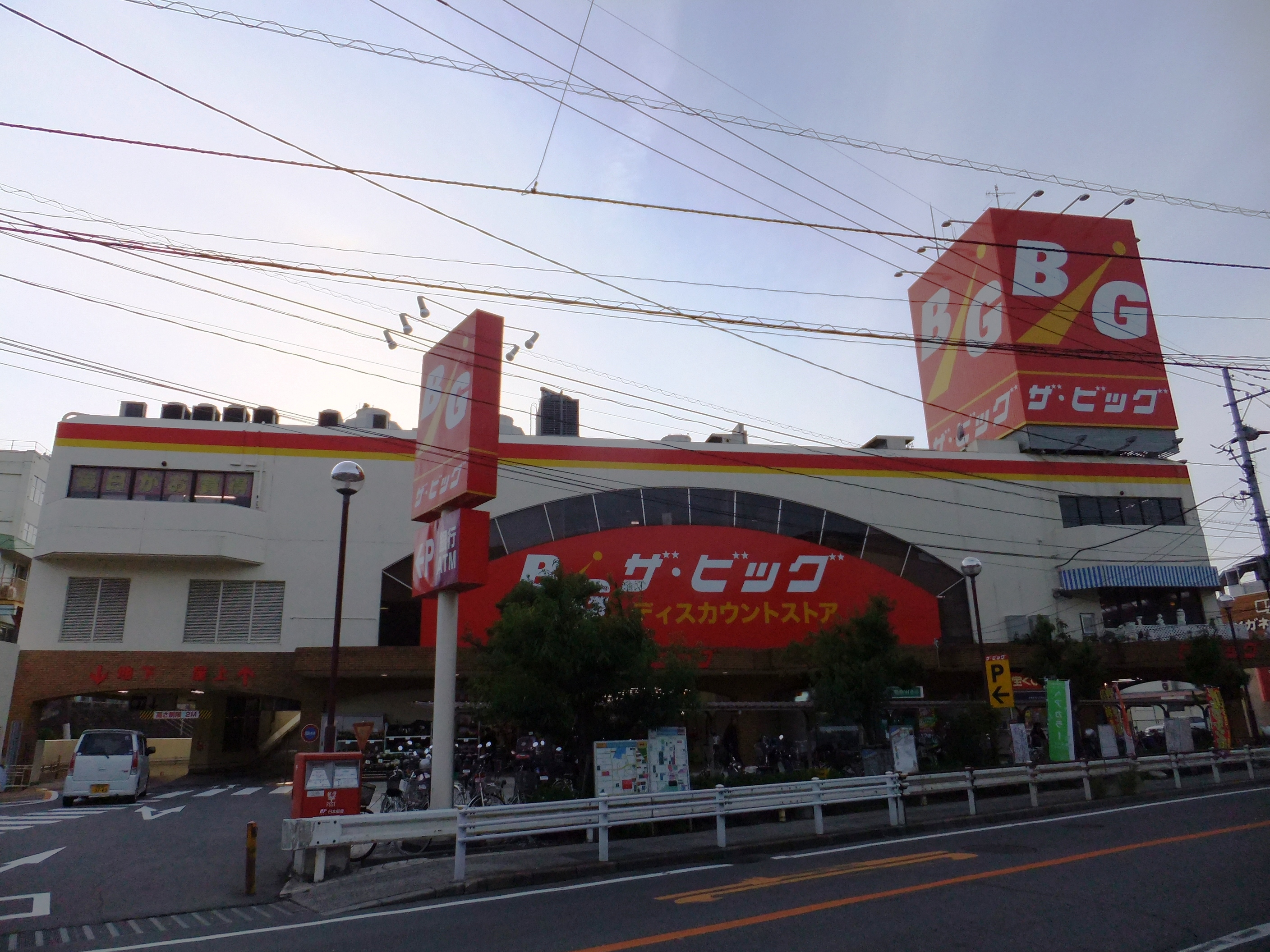
旧・みどり戸坂店 （現・ザ・ビッグ戸坂店）
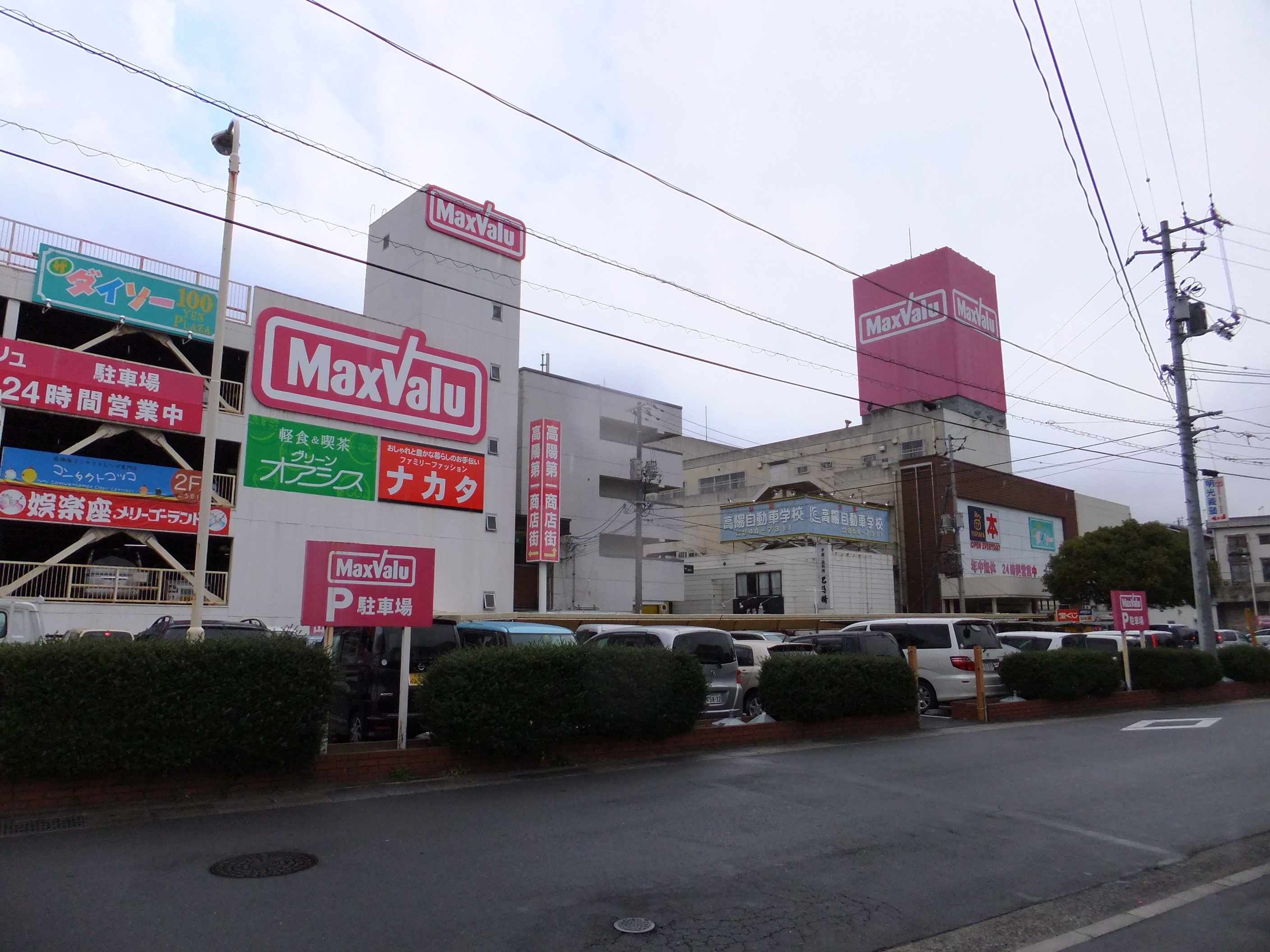
旧・みどり高陽店 （現・マックスバリュ高陽店）
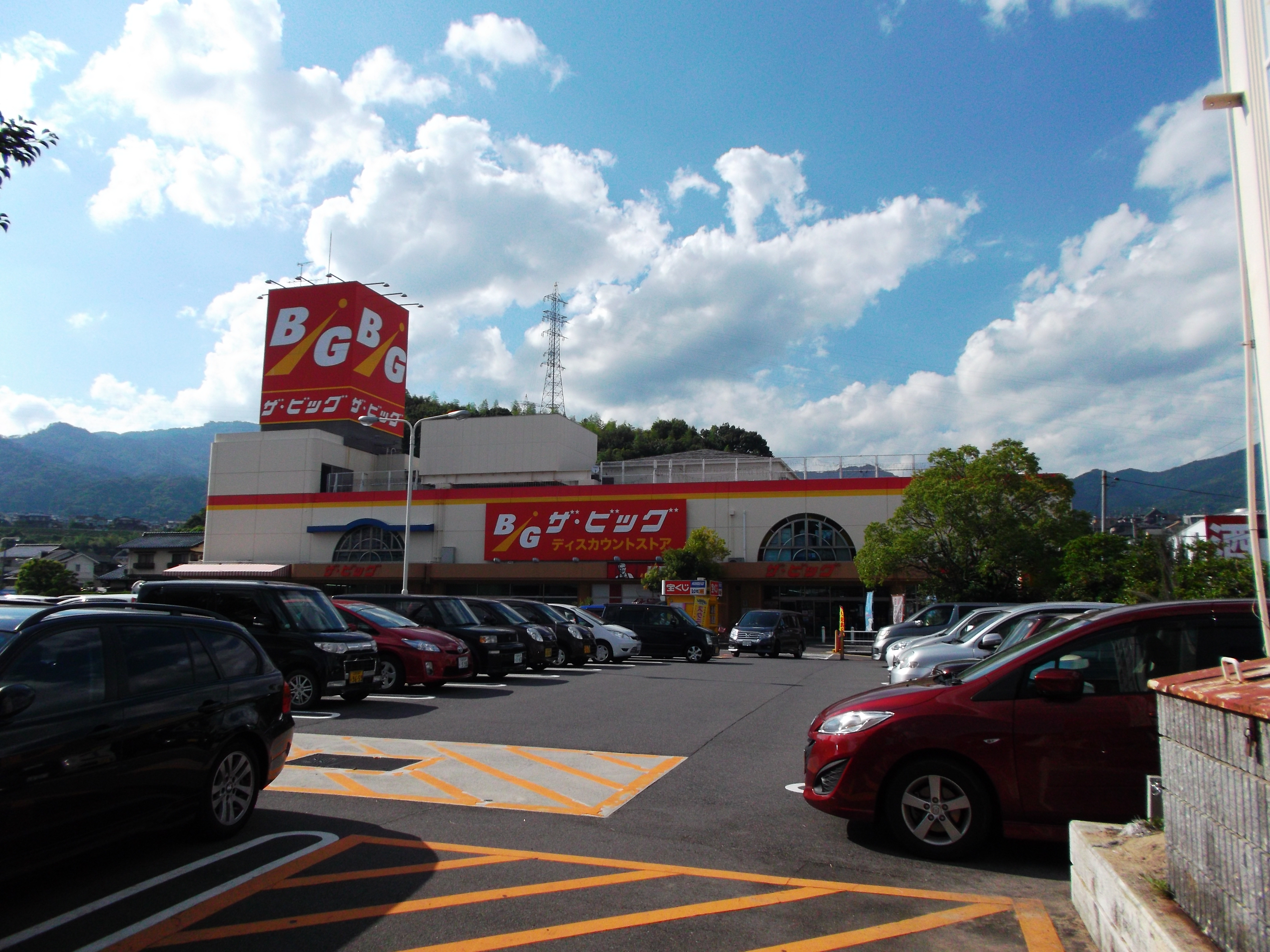
旧・みどり宮内店 （現・ザ・ビッグ宮内店）
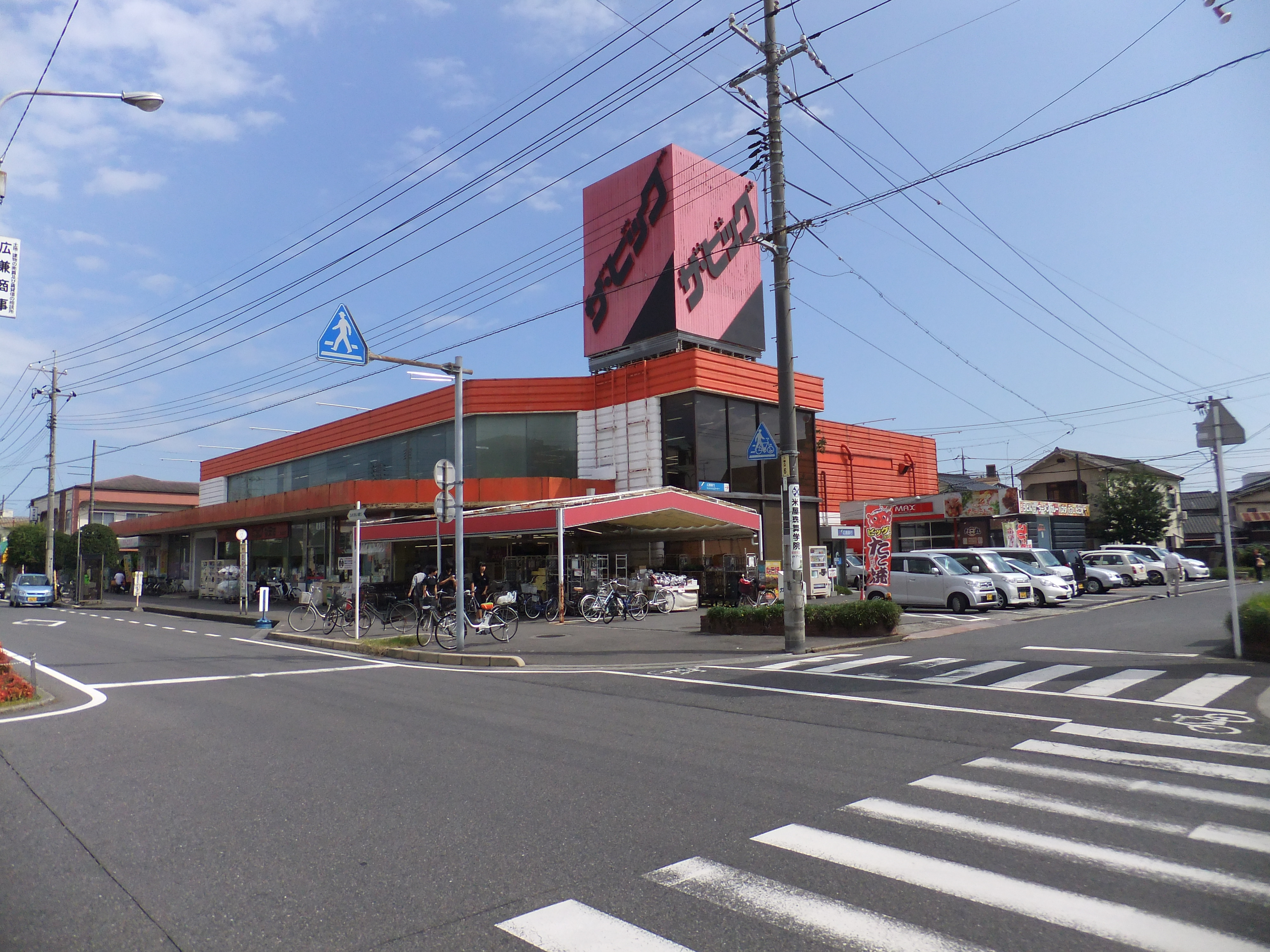
旧・みどり岩国店 （現・ザ・ビッグ岩国店）
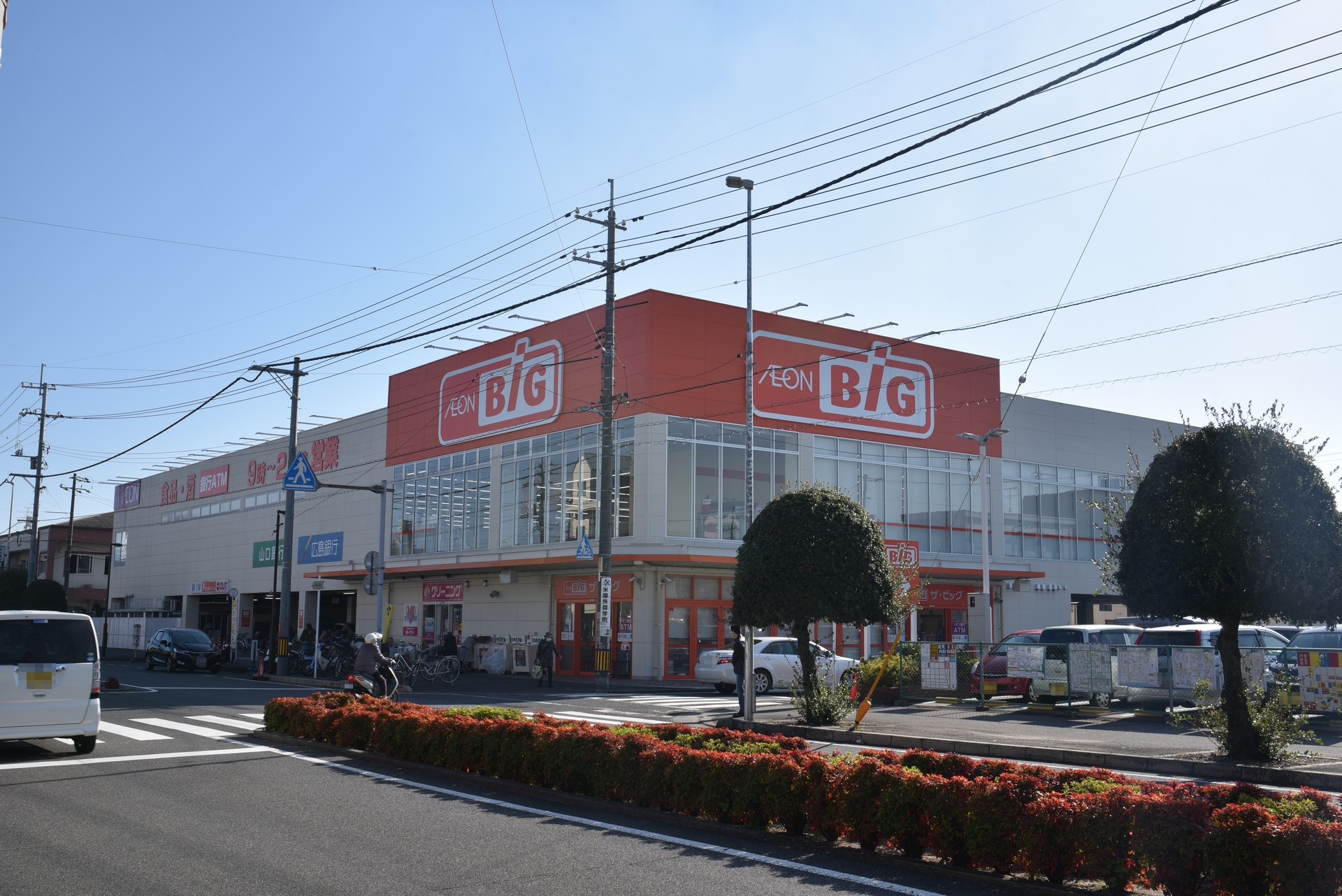
旧・みどり岩国店 (現・ザ・ビッグ岩国店、改築後）
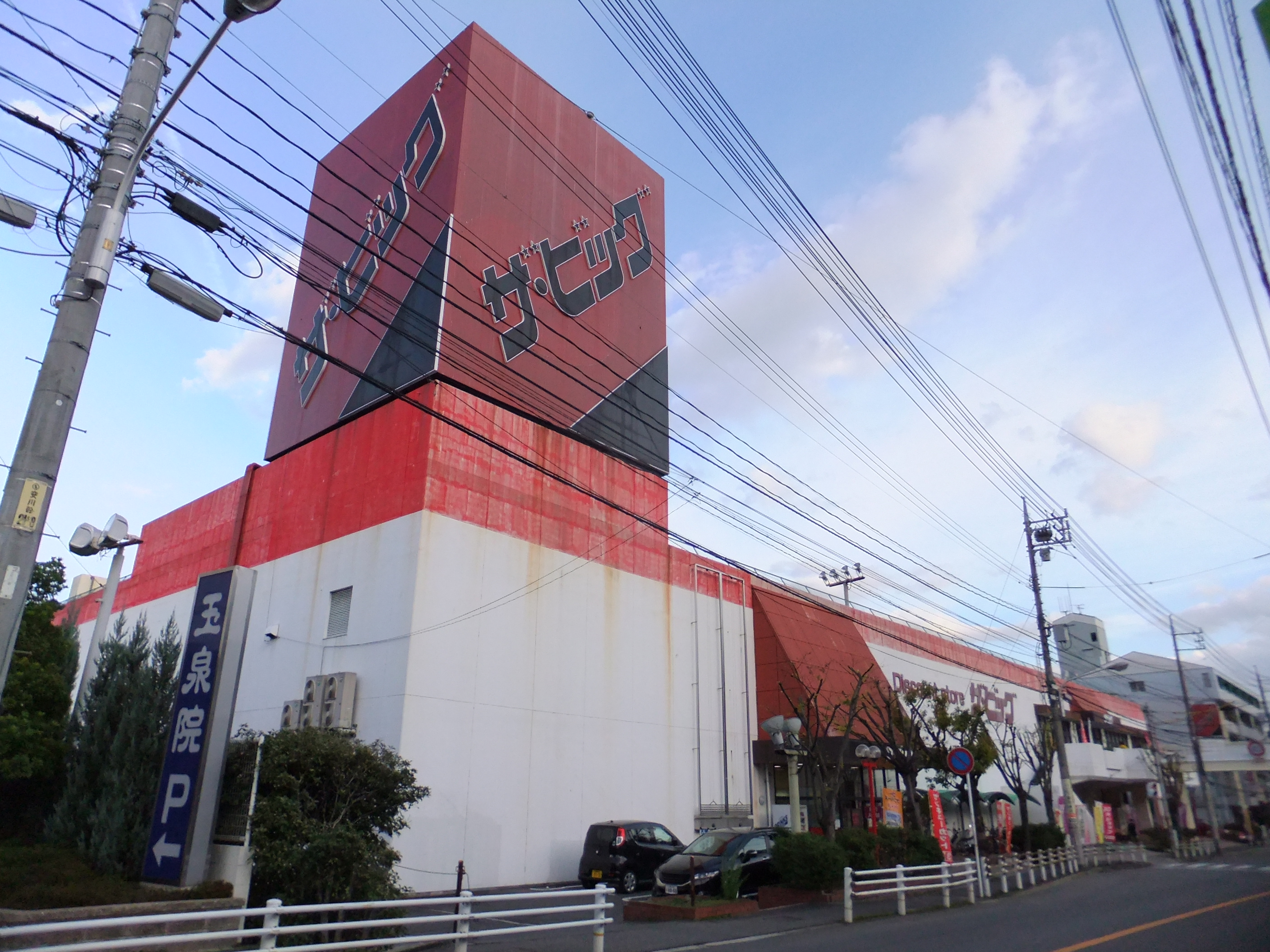
旧・ジャスコ安古市店 （現・ザ・ビッグ安古市店）
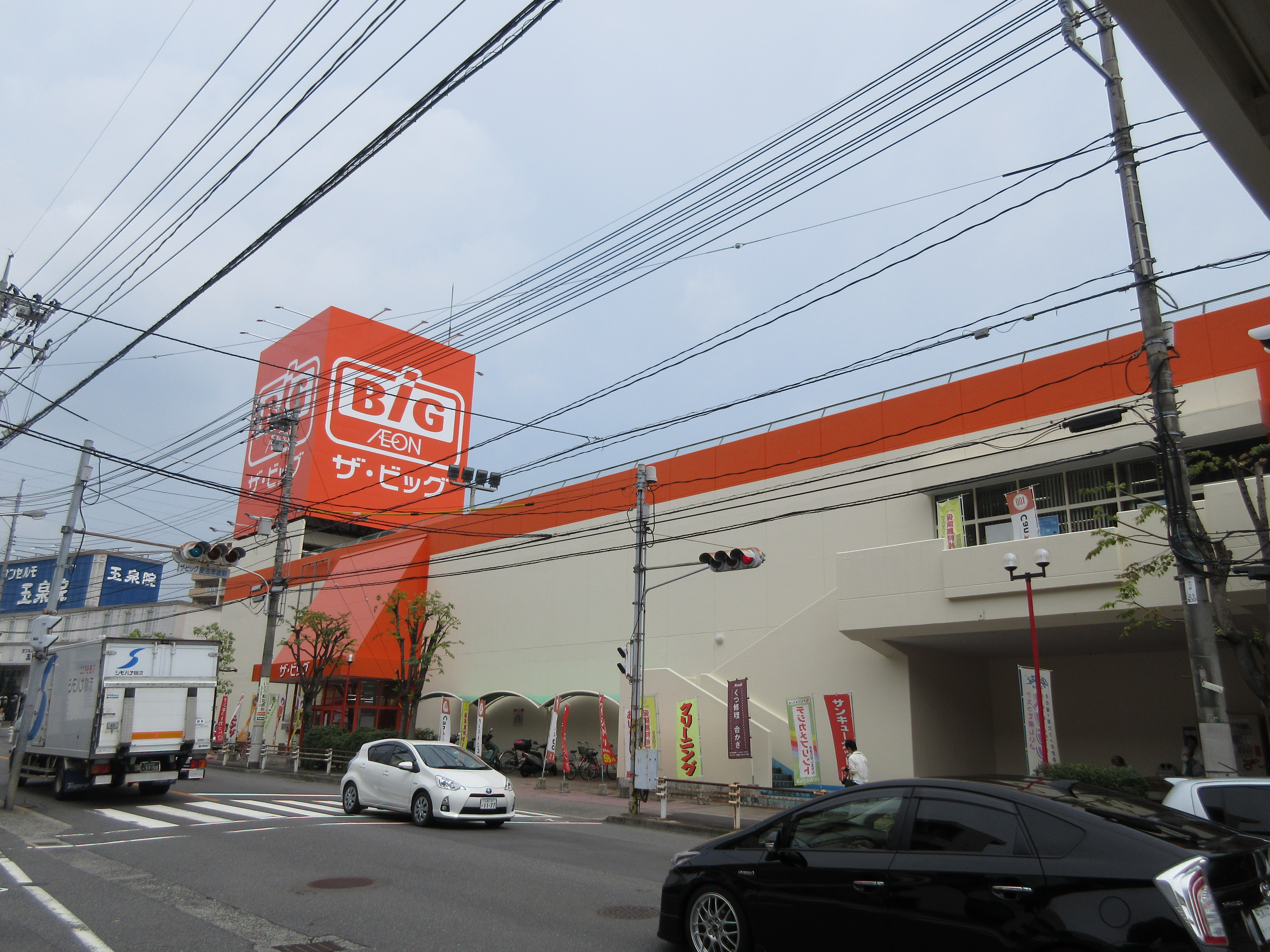
旧・ジャスコ安古市店 (現・ザ・ビッグ安古市店、リニューアル後）

#### 広報資料・プレスリリースなど一次資料
1. 1 2 3 4 5 6 7 8 9 10 11 12 13 14 15  『ジャスコ三十年史』488ページ
2. 1 2 3 4 5 6 7 8 9 10 11 12 13 14 15 16 17 18 19 20 21 22 23 24 25  『ジャスコ三十年史』489ページ
3. 1 2 3  『ジャスコ三十年史』490ページ
4. ↑  『ジャスコ三十年史』861ページ
5. ↑  『完全子会社（株式会社フジ・リテイリング及びマックスバリュ西日本株式会社）の吸収合併（簡易合併・略式合併）に関するお知らせ』（PDF）（プレスリリース）株市会社フジ、2023年11月22日。2024年3月1日閲覧。
6. ↑  『ザ・ビック岩国店オープンのお知らせ』（PDF）（プレスリリース）マックスバリュ西日本株式会社、2017年11月1日。2018年2月10日閲覧。
7. ↑  『ジャスコ三十年史』178ページ
8. ↑  『ジャスコ三十年史』370ページ
9. ↑  『ジャスコ三十年史』282ページ